# Zariàdrides
Els zariàdrides eren la dinastia que va governar l'Armènia Sofene a partir de l'any 200 aC.
El rei selèucida Antíoc va nomenar un estrateg de nom Zariadris per a l'Armènia Sofene o Menor, que es va fer independent l'any 188 aC i assolí el títol reial amb consentiment del Senat Romà, i fundant la dinastia dels zariàdrides.
Zariadris va morir cap a l'any 160 aC i el va succeir el seu germà Mitrobarzanes o Merujan que va governar al tomb de trenta anys. El successor de Mitrobarzanes va ser probablement Artan o Artanes. L'any 94 aC aproximadament l'Armènia Sofene va ser atacada per Tigranes II d'Armènia el Gran i el rei Artanes va morir a la lluita acabant la dinastia. El regne de Sofene va ser incorporat al regne d'Armènia (Gran Armènia).